# Kelkgerei
Het kelkgerei bestaat uit alle textiele voorwerpen waarmee tijdens de katholieke Mis de miskelk wordt aangekleed en afgedekt.
Het kelkgerei is meestal gedeeltelijk vervaardigd uit dezelfde stof als het kazuifel. Het kelkgerei bestaat uit het corporale, het purificatorium, de palla, de bursa en het kelkvelum.
Hoewel niet van textiel zou het misschien van realiteitszin getuigen de pateen en het kelklepeltje toch ook maar bij het kelkgerei te rekenen.